# 山本博 (1922年生の実業家)
山本 博（やまもと ひろし、1922年2月1日 - 2019年10月9日）は、日本の経営者。四国電力社長、会長を務めた。

## 経歴
徳島県出身。1944年に東京帝国大学法学部を卒業し、1946年10月に四国配電(のちの四国電力)に入社。
1974年5月に取締役に就任し、1979年6月に常務、1986年6月に副社長を経て、1988年6月には社長に就任。1993年6月に会長に就任し、1999年6月から相談役を務めた。
四国経済連合会会長も務めた。
1988年11月に藍綬褒章を受章し、1997年4月にレジオン・ドヌール勲章シュバリエを受章し、1998年11月に勲一等瑞宝章を受章。
2019年10月9日老衰のために死去。97歳没。